# 薩爾貢二世
薩爾貢二世（Sargon II，？—前705年），為亞述帝國的國王。

## 簡介
薩爾貢二世於前722年開始與薩爾瑪那薩爾五世共同攝政，直到前709年薩爾瑪那薩爾五世去世後才單獨統治亞述。目前並不清楚他是否是提格拉特帕拉沙爾三世的兒子或是一位「篡位者」，不過他忠實地繼承了自提格拉特帕拉沙爾三世以來的統治風格。
在他統治時期，亞述打敗了以色列王國、埃及，並鎮壓了埃及支持的敘利亞人和腓尼基人的起義，這時亞述帝國進入了顛峰時期。前705年，萨尔贡二世战死于托鲁斯山战役中。因为国王的早逝与继承人辛那赫里布（统治时间：前705—前681）决定迁都尼尼微，萨尔贡二世从公元前717年开始建造的新都城杜尔-沙鲁金（Dur-Sharrukin，现名科撒巴德）从未曾被使用过，良好的保存程度为新亚述帝国以及美索不达米亚的考古研究提供了丰富的资料。

## 外部連結
- Great Inscription of Khorsaband. Babilonian and Assyrian Literature （页面存档备份，存于）
- Sargons VIII Campaign

| 前任： 薩爾瑪那薩爾五世    | 亚述国王   | 繼任： 辛那赫里布 |
| 前任： 麦若达赫·巴拉丹二世 | 巴比伦国王 | 繼任： 辛那赫里布 |

1. ↑  .   [2022-05-04]. （原始内容存档于2022-05-04）.